# كايا غربر
كايا جوردان غربر (بالإنجليزية: Kaia Gerber)‏ (مواليد 3 سبتمبر 2001) عارضة أزياء وممثلة أمريكية ابنة راندي غربر وعارضة الأزياء الشهيرة سيندي كروفورد.

## روابط خارجية
- كايا غربر على موقع IMDb (الإنجليزية)
- كايا غربر على موقع قاعدة بيانات الفيلم (الإنجليزية)
- كايا غربر على موقع دليل عارضات الأزياء (الإنجليزية)